# Hugo de Champlitte
Hugo de Champlitte (fallecido en 1209) era el sobrino de Guillermo de Champlitte, el primer príncipe de Acaya.
Hugo y su tío viajaron con la Cuarta Cruzada y estaban en la conquista de Constantinopla en 1204. Llegaron al Peloponeso en 1205. Hugo ayudó a su tío en la conquista de Corinto y las regiones circundantes.
En 1208, Guillermo fue llamado a Borgoña por la noticia de la muerte de su hermano mayor, con el fin de reclamar la herencia. Guillermo dejó sus conquistas griegas a Hugo como bailío o virrey. Hugo no sobrevivió mucho tiempo, mientras que Guillermo murió en Apulia en el camino a Francia. Hugo fue sucedido en Acaya (Morea) por Godofredo I de Villehardouin.